# マーティンズビル・スピードウェイ
マーティンズビル・スピードウェイ (Martinsville Speedway) は、バージニア州のマーティンズビル市の南、リッジウェイにあるオーバルトラック。1周0.526マイル(846.5m)。観客席数は6万5000席。そのタイトなコース形状からPaper Clipの愛称で呼ばれる。
1947年製作の非常に古いトラックで、1948年にNASCARで使用開始、翌年には年間6戦を行うほどになっている。
マーティンズビルの市街地からわずか3マイルの所にトラックがあり、一番身近なトラックであると言える。
2009年シーズンはスプリントカップとキャンピング・ワールド・トラック・シリーズが4月と11月の2回開催。ネイションワイド・シリーズは1995年からカレンダーを外れている(2006年に特別開催された）。

## トラックの特徴
- コース寸法

|                           | 個数                      | 長さ                            | バンク角                        |
| ------------------------- | ------------------------- | ------------------------------- | ------------------------------- |
| ストレート                | 2                         | 800フィート(243.8m)✕2           | 0°                              |
| ターン                    | 4                         | 1177フィート(358.8m)            | 12°                             |
| 全長：0.526マイル(846.5m) | 全長：0.526マイル(846.5m) | 路面：アスファルト/コンクリート | 路面：アスファルト/コンクリート |

短いと言われるブリストルよりさらに短い0.526マイルという長さは、スプリントカップシリーズ最短で、ターンバンクが12度しか無いことからNASCAR屈指の低速トラックである。トラックレコードこそ周回平均100mphを超えているが、例年は平均90mph後半、最高速度120mph(193km/h)弱である。他にスプリントカップ開催トラックで周回平均100マイルに満たないのはロードコースであるソノマ・レースウェイのみであり、性格としてはロードコースのストレートとヘアピンが交互に訪れる感覚である。
また、ストレートとターンのアウト側はアスファルト、ターンのイン側だけコンクリートという複合サーフェイスのためセッティングは難しい物となる。フルコースコーションが起こった際のピットインは、燃料補給やタイヤの交換と言うよりは、セッティングを調整するためピットインという側面も強い。
シリーズ屈指のハードブレーキトラックのため、右フロントタイヤに大きな加重がかかり、これをバーストさせるマシンが続出する。大抵の場合フルコースコーションでリードが帳消しにされてしまうため、いかに最後の10〜20周に向けてマシンを調整し、最後のリスタート前に上位につけ、フィニッシュに向けスパートするかという頭脳プレーが要求される。
ピットレーン入り口はターン3入り口だが、ターン4から既にピットボックスが用意され、ターン2の途中まで続く。そのため序盤と終盤を指定するチームはピットボックスがカーブ途中という難しい場所になる。

## レコード
- 最多勝…リチャード・ペティ（15回）
- 最多ポールポジション…ダレル・ウォルトリップ（8回）
- 最多出場…リチャード・ペティ（67回）
- 最多リードラップ…ケール・ヤーボロー（3733ラップ）
- スプリントカップ予選レコード…ジョーイ・ロガーノ（100.201マイル/18.898秒、2014年）
- エクスフィニティシリーズ予選レコード…クリント・ボウヤー（95.951マイル/19.735秒、2006年）
- キャンピングワールドトラックシリーズ予選レコード…ジョーイ・ロガーノ（97.088マイル/19.504秒、2015年）